# Croix de Montchanson
La croix de Montchanson est une croix monumentale située sur la commune de Val d'Arcomie, dans le département français du Cantal en région Auvergne-Rhône-Alpes.

## Localisation
La croix est située dans l'ancienne commune française de Faverolles, dans la région historique et culturelle d'Auvergne.

## Historique
La croix a été érigée en 1846 en utilisant des éléments recyclés provenant du château de Montchanson, qui avait été détruit pendant la Révolution.

## Description
La base, de forme carrée, inclut un bénitier où l'on peut percevoir le contour d'une figure humaine, supposément récupérée de l'ancienne chapelle du château. Le fût, hexagonal, est posé sur une base ornée de deux moulures. Une représentation d'un glaive orne le centre d'une des faces. 

## Protection
La croix est inscrite au titre des monuments historiques par arrêté du 27 juin 1983.